# Топорики-аргиропелекусы
Топорики-аргиропелекусы (лат. Argyropelecus) — род глубоководных морских рыб из семейства топориковых (Sternoptychidae) отряда стомиеобразных.
Топорики-аргиропелекусы имеют серебристые, высокие, сжатые с боков тела и большие, не телескопические глаза. Все они относительно малы, длина тела от 5,1 до 12 см. Встречаются в Атлантическом, Тихом и Индийском океанах.
Окаменелости этого рода показывают, что он существовал, по крайней мере, с позднего эоцена, около 40 миллионов лет назад.

## Классификация
На май 2019 года в род включают 7 видов:
- Argyropelecus aculeatus Valenciennes, 1850 — Колючий топорик, или колючий аргиропелекус
- Argyropelecus affinis Garman, 1899
- Argyropelecus gigas Norman, 1930 — Гигантский топорик
- Argyropelecus hemigymnus Cocco, 1829 — Быстрый топорик
- Argyropelecus lychnus Garman, 1899 — Тропический топорик
- Argyropelecus olfersii (Cuvier, 1829) — Рыба-топорик
- Argyropelecus sladeni Regan, 1908 — Топорик Сладена